# Flemming Larsen (trommetekniker)
 Der er flere personer med dette navn, se Flemming Larsen (flertydig).
Flemming Larsen er Lars Ulrichs danske trommetekniker. Da Lars Ulrich blev indlagt med en mystisk sygdom i 2004, søgte forsanger James Hetfield efter trommeslagere til at afløse Ulrich under Metallicas optræden på Download Festival i Donnington Park i England, 2004. Her spillede Flemming Larsen trommer til sangen "Fade to Black". Udover Larsen gav Joey Jordison (Slipknot) og Dave Lombardo (Slayer) en hjælpende hånd på trommerne.